# Sabah Al-Ahmad Al-Jaber Al-Sabah
Sabah IV Ahmad Al-Jaber Al-Sabah (tiếng Ả rập: الشيخ صباح الأحمد الجابر الصباح sinh ngày 16 tháng 6 năm 1929 tại Kuwait - mất ngày 29 tháng 9 năm 2020 tại Hoa Kỳ) là Tiểu vương của Kuwait. Ông tuyên thệ nhậm chức vào ngày 29 tháng 1 năm 2006 sau khi được Quốc hội Kuwait thông qua. Ông là con trai thứ tư của Sheikh Ahmad Al-Jaber Al-Sabah. Trước khi làm Tiểu vương của Kuwait, Sabah giữ chức Bộ trưởng Ngoại giao Kuwait từ năm 1963 đến năm 2003.

## Đầu đời và sự nghiệp ban đầu
Al-Sabah sinh ngày 16 tháng 6 năm 1929. Ông học tiểu học tại Trường Al Mubarakya vào những năm 1930 và hoàn thành chương trình giáo dục dưới sự dạy dỗ của các gia sư. Ông là anh trai cùng cha khác mẹ của Tiểu vương Kuwait trước đó, Sheikh Ahmad Al-Jaber Al-Sabah, vị tiểu vương này đã bổ nhiệm Sabah làm Thủ tướng vào tháng 7 năm 2003, thay thế Thái tử Kuwait, Sheikh Saad Al-Salim Al-Sabah. Anh trai của ông đã thiệt mạng trong Chuyến bay 630 của Royal Air Maroc.
Trước khi trở thành Tiểu vương Kuwait, Sabah là bộ trưởng Bộ ngoại giao từ năm 1963 đến năm 1991 và từ năm 1992 đến năm 2003. Trên cương vị của một ngoại trưởng, Sabah khôi phục quan hệ quốc tế của đất nước Kuwait sau Chiến tranh Vùng Vịnh. Ông cũng là phó thủ tướng đầu tiên trong khi giữ chức ngoại trưởng. Ông nắm quyền bộ trưởng tài chính từ năm 1965 đến năm 1967.
Ông là thủ tướng và là người cai trị trên thực tế đất nước từ năm 2003 đến năm 2006, do sức khỏe kém của Jaber III.

## Trị vì

### Kế vị

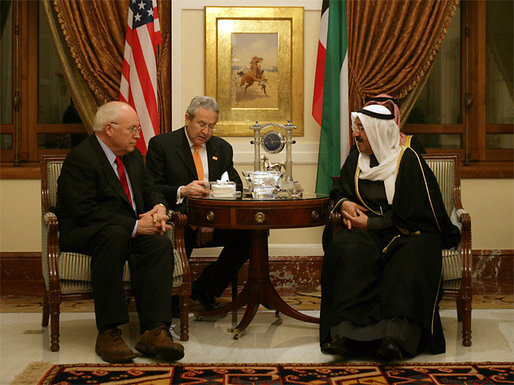
Phó Tổng thống Mỹ Dick Cheney gặp Thủ tướng Sheikh Sabah để gửi lời chia buồn về cái chết của vị Tiểu vương tiền nhiệm vào năm 2006.

Vào ngày 15 tháng 1 năm 2006, vị Tiểu vương là Sheikh Jaber qua đời, khiến Sheikh Saad, Thái tử Kuwait lúc đó trở thành Tiểu vương mới. Với sự bổ nhiệm Saad, Sabah có khả năng trở thành Thái tử mới, giữ chức Thủ tướng của mình. Nhưng Hiến pháp yêu cầu Tiểu vương phải tuyên thệ nhậm chức trước Quốc hội, và việc tuyên thệ nhậm chức rất phức tạp. Chẳng bao lâu, tin đồn bắt đầu lan truyền rằng Saad không thể thực hiện đầy đủ lời thề. Một số nguồn tin cho rằng ông bị bệnh Alzheimer hoặc một số bệnh suy nhược khác; nghĩa là ông sẽ không thể nói, nhất là trong cuộc nói chuyện thời gian dài. Sau một cuộc tranh giành quyền lực trong gia tộc cầm quyền, Saad đồng ý thoái vị Tiểu vương Kuwait vào ngày 23 tháng 1 năm 2006 do bệnh tật. Gia tộc cai trị sau đó đã phong tước và Sabah trở thành Tiểu vương mới. Vào ngày 24 tháng 1 năm 2006, Quốc hội Kuwait đã bỏ phiếu miễn nhiệm Saad, ngay trước khi nhận được thư thoái vị chính thức. Nội các Kuwait đã đề cử Sabah làm Tiểu vương. Ông tuyên thệ nhậm chức vào ngày 29 tháng 1 năm 2006 với sự phê chuẩn của Quốc hội, chấm dứt cuộc khủng hoảng đó.

### Giải tán Quốc hội

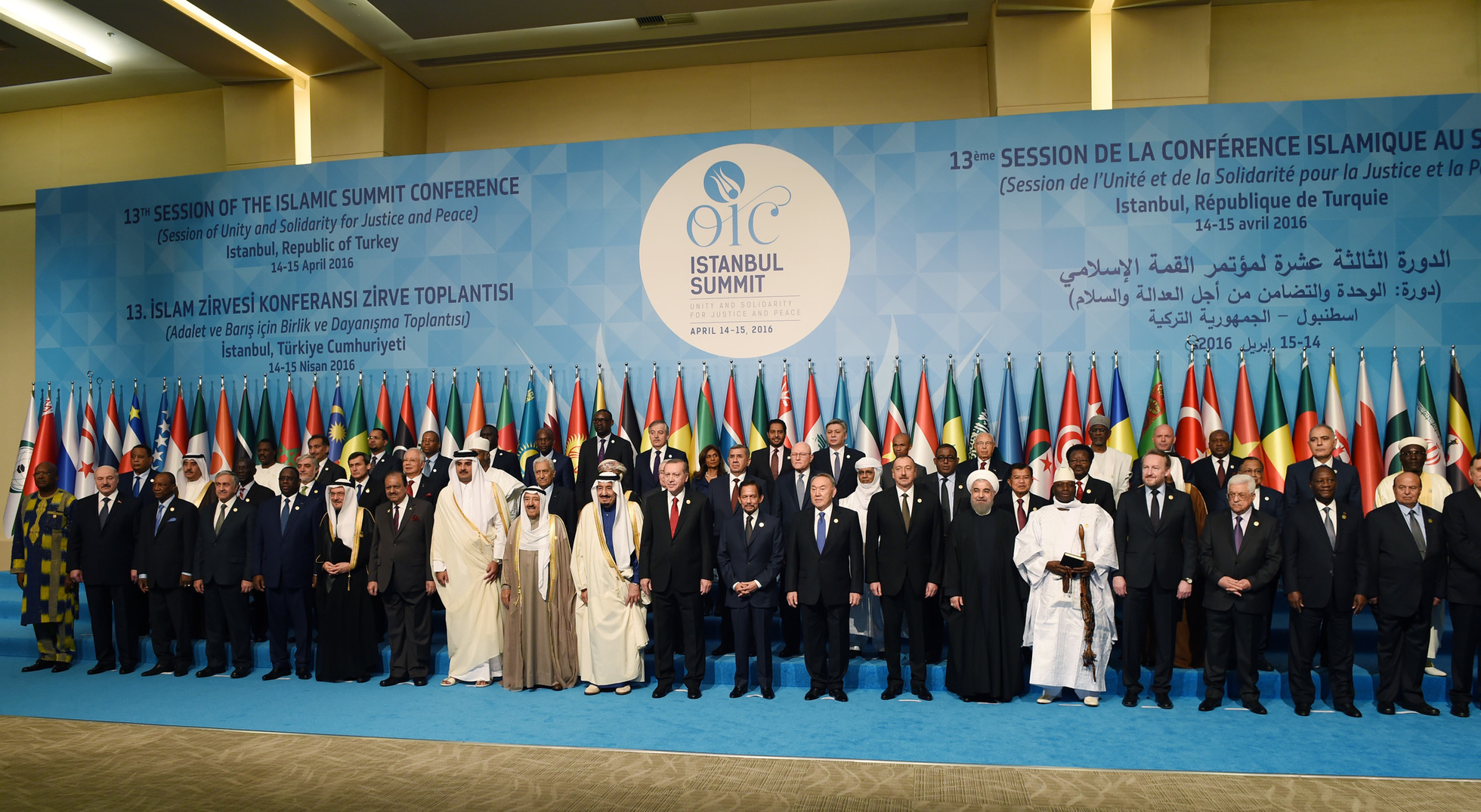
Sabah ở vị trí thứ 13 trong Phiên họp của Hội nghị thượng đỉnh Hồi giáo ở Istanbul

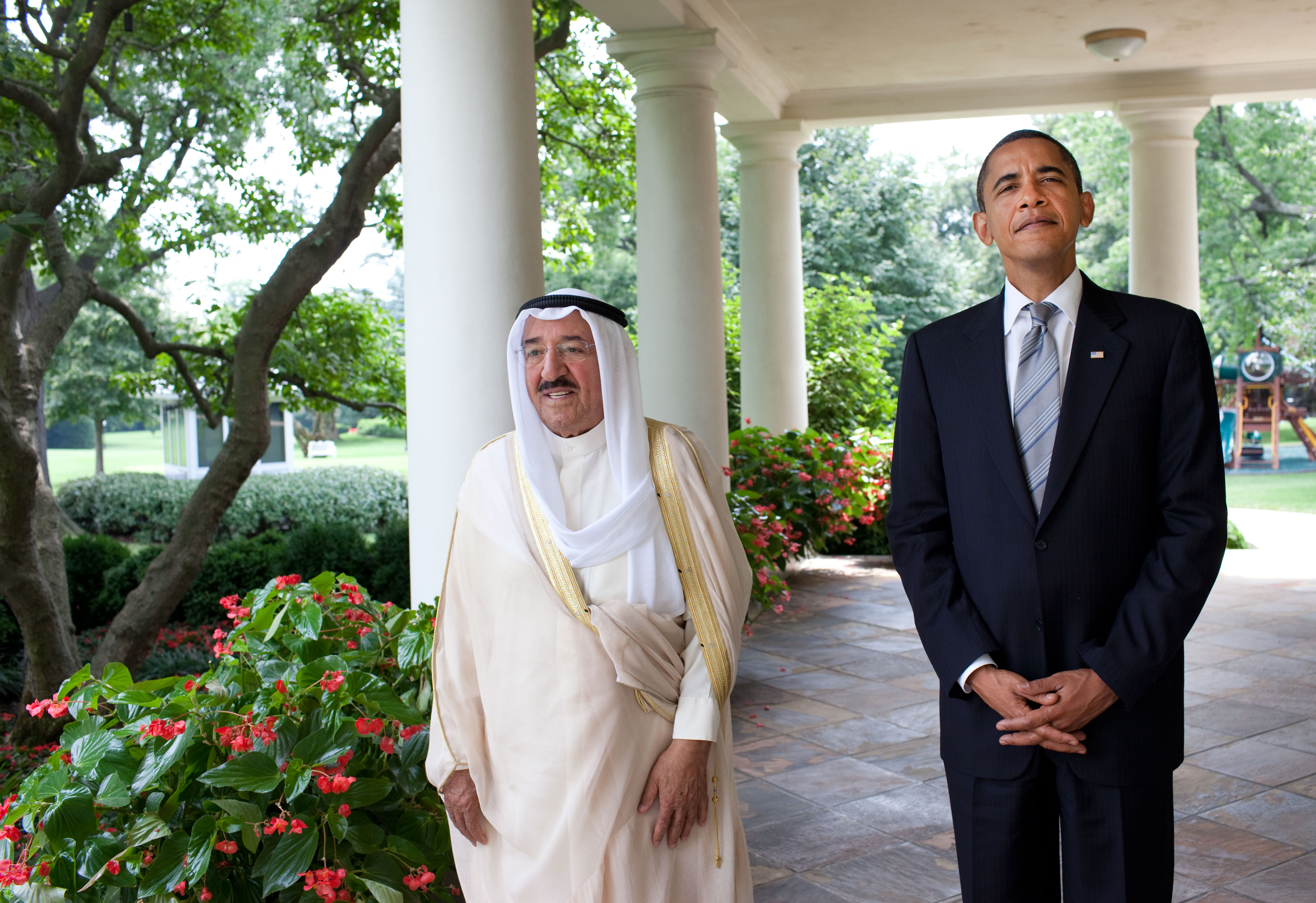
Sabah với Tổng thống Hoa Kỳ Barack Obama năm 2009

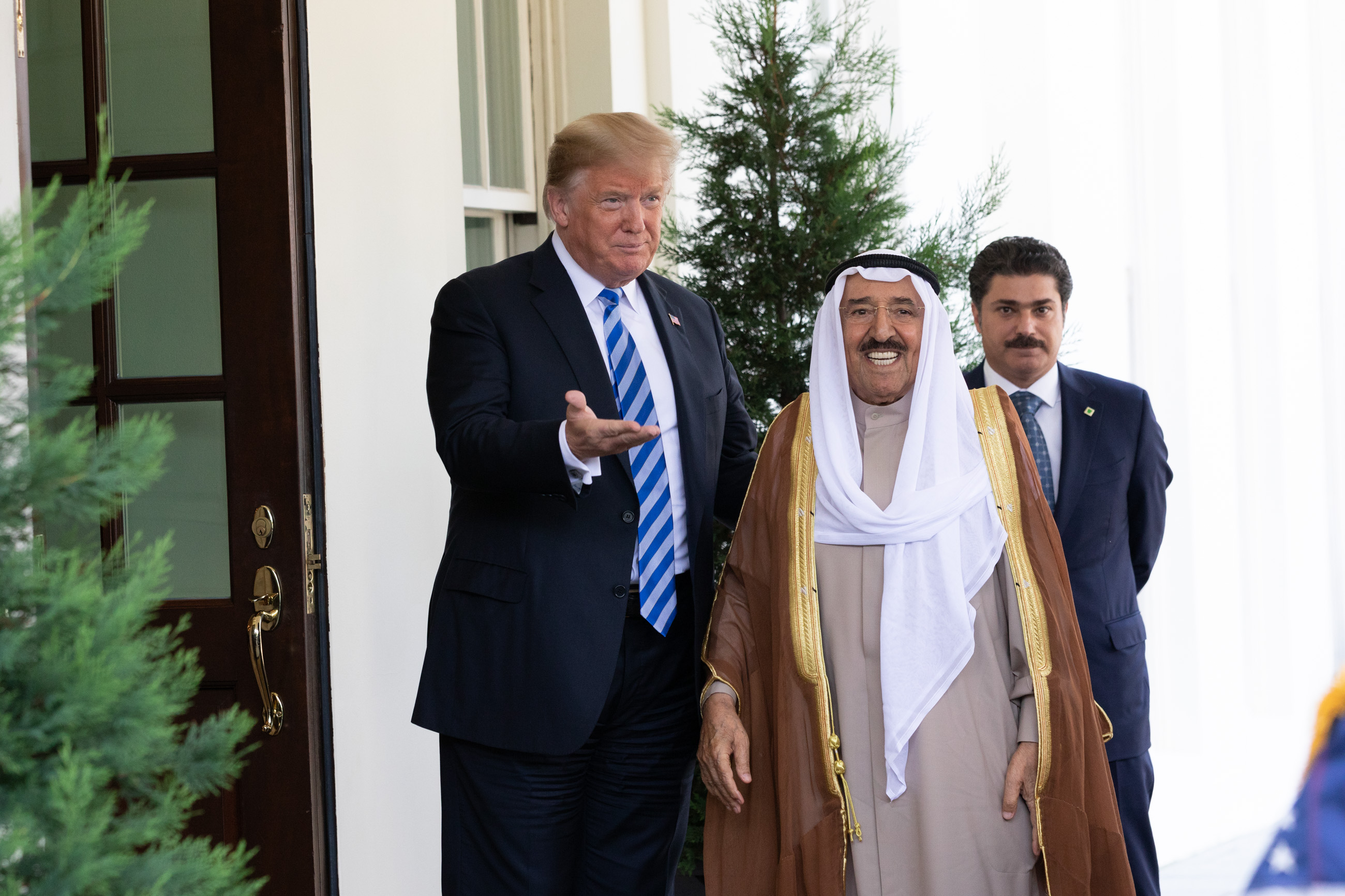
Sabah với Tổng thống Mỹ Donald Trump vào năm 2018

Sabah giải tán Quốc hội vào ngày 19 tháng 3 năm 2008 và kêu gọi bầu cử sớm vào ngày 17 tháng 5 năm 2008, sau khi nội các từ chức vào tuần 17 tháng 3 năm 2008 từ một cuộc tranh giành quyền lực với chính phủ. Một cuộc đấu tranh đã nổ ra giữa chính phủ và Quốc hội vào năm 2012; do đó ông đã giải tán Quốc hội.

### Quan hệ đối ngoại
Sabah là một nhà hòa giải khu vực và quốc tế được kính trọng, một phần do vị trí của ông trong trật tự lãnh đạo của Hội đồng Hợp tác Vùng Vịnh và 40 năm phục vụ trên cương vị Bộ trưởng Ngoại giao và Thủ tướng. Dưới sự lãnh đạo của ông, Kuwait hoạt động như một trung gian hòa giải cho Pakistan và Bangladesh, Thổ Nhĩ Kỳ và Bulgaria, Chính quyền Palestine và Jordan, các phe phái trong cuộc nội chiến ở Liban, các quốc gia vùng Vịnh và Iran. Vào năm 2016, Sabah đã tổ chức một số cuộc họp do Liên Hợp Quốc tài trợ cho các nhà lãnh đạo các phe tham chiến trong Nội chiến Yemen.
Sabah nhanh chóng xác lập Kuwait là trung gian hòa giải quan trọng trong cuộc khủng hoảng ngoại giao Qatar, gặp gỡ các quan chức Saudi và Emirati vào ngày 6–7 tháng 6 trước khi lên đường tới Doha để thảo luận về sự rạn nứt với các nhà lãnh đạo Qatar. Những nỗ lực không ngừng nghỉ của ông đã nhận được sự ủng hộ công khai của Qatar và các bên quan tâm khác trong khu vực cũng như Mỹ, Anh, Pháp và Đức. Vào đầu tháng 9 năm 2017, Sabah đã thảo luận về tình hình với các quan chức hàng đầu ở Washington, DC, bao gồm cả Tổng thống Mỹ Donald Trump, người "ca ngợi nỗ lực của ông" nhằm hòa giải và "hoan nghênh 'những đóng góp quan trọng của Kuwait đối với sự ổn định khu vực'". Có một số câu hỏi từ các quốc gia tẩy chay về bất kỳ điều kiện tiên quyết nào. Tổng thống Pháp Emmanuel Macron nêu rõ sự ủng hộ của Pháp đối với các nỗ lực hòa giải của Sabah sau cuộc họp ở Paris vào ngày 15 tháng 9 năm 2017, nhắc lại các tuyên bố ủng hộ sáng kiến vào tháng 6 năm 2017. Trump và Sabah đã có cuộc gặp thứ ba tại Nhà Trắng vào ngày 5 tháng 9 năm 2018.

### Chủ nghĩa nhân đạo
Cựu Tổng thống Mỹ Jimmy Carter gọi Sabah là "nhà lãnh đạo nhân đạo toàn cầu", ông nói rằng "Sự ủng hộ của ông ấy đối với việc cứu trợ thiên tai, nỗ lực hòa bình và nâng cao sức khỏe cộng đồng là một nguồn cảm hứng. Các nhà lãnh đạo thế giới khác có thể học hỏi từ tấm gương sáng suốt của bạn tôi, Tiểu vương."
Theo Báo cáo Coutts Trung Đông năm 2014, Sabah đã cung cấp khoản quyên góp cá nhân lớn nhất vào năm 2013 trong số các thành viên GCC để hỗ trợ người tị nạn Syria ở các nước láng giềng, số tiền lên đến 300 triệu đô la. Cũng trong năm 2014, Tổng Thư ký Liên Hợp Quốc Ban Ki-moon đã tuyên dương Sabah là nhà lãnh đạo nhân đạo trên toàn cầu và trao tặng cho ông Giải thưởng Nhân đạo. Ban nói, "Tôi rất vui và vinh dự được có mặt ở đây hôm nay để ghi nhận sự lãnh đạo của Hoàng thân Sheikh Sabah Al Ahmad Al Jaber al Sabah, Tiểu vương Kuwait. Đây là một ngày nhân đạo tuyệt vời. Chúng ta đang ngồi cùng với một nhà lãnh đạo nhân đạo vĩ đại của thế giới chúng ta".
Năm 2015, Sabah cam kết 500 triệu đô la hướng tới hỗ trợ cuộc khủng hoảng nhân đạo Syria tại Hội nghị thượng đỉnh Liên hợp quốc được tổ chức ở Kuwait.
Vào tháng 8 năm 2017, Tổng thư ký Liên Hợp Quốc António Guterres bày tỏ lòng biết ơn đối với vai trò lãnh đạo của Kuwait trong hoạt động nhân đạo cũng như "đối thoại [...] và thúc đẩy sự hiểu biết mà Kuwait đã thể hiện, liên quan đến tất cả các cuộc xung đột trong khu vực". Kuwait không có chương trình nghị sự. Chương trình nghị sự của Kuwait là hòa bình; là sự hiểu biết." Guterres ghi nhận thêm vai trò tích cực của Sabah trong cuộc khủng hoảng GCC hiện tại và nhớ lại rằng khi ông còn là Cao ủy Liên Hợp Quốc về người tị nạn (tháng 6 năm 2005 đến tháng 12 năm 2015) Sabah đã chủ trì ba hội nghị để vận động cộng đồng quốc tế ủng hộ người dân Syria.

## Cái chết và kế thừa
Sau nhiều tháng nằm viện để điều trị tại Phòng khám Mayo ở Rochester, Minnesota, Al-Sabah qua đời vào ngày 29 tháng 9 năm 2020 lúc 08:00 CDT (16:00 giờ Kuwait) ở tuổi 91 do các vấn đề sức khỏe kéo dài. Chính phủ Kuwait tuyên bố quốc tang 40 ngày. Đài Truyền hình và Đài phát thanh Kuwait đã cho ngừng chương trình bình thường vào ngày hôm đó và phát sóng chương trình Đọc kinh Qur'anic trước khi Sheikh Ali Al-Jarrah Al-Sabah, Bộ trưởng Bộ các vấn đề Amiri Diwani xuất hiện lúc 16:48, chính thức thông báo về việc Tiểu vương qua đời. Anh trai cùng cha khác mẹ của Sheikh Sabah, thái tử của Kuwait Sheikh Nawaf được công bố là Tiểu vương của Kuwait. Al-Sabah được chôn cất tại nghĩa trang Sulaibikhat cùng với người thân của ông.

## Tước vị, danh hiệu và giải thưởng

### Danh hiệu và giải thưởng quốc tế
- Albania : Honorary Citizen of Tirana, Albania (12 tháng 4 năm 2008)[44]
- Albania : Grand Cordon of the Skanderbeg's Order (Được Tổng thống Albania Bamir Topi trao vào ngày 27 tháng 5 năm 2012)[45]
- Argentina : Grand Cross of the Order of the Liberator General San Martín
- Azerbaijan : Heydar Aliyev Order (14 tháng 6 năm 2009)[46]
- Italy : Knight Grand Cross with Collar of the Order of Merit of the Italian Republic (ngày 26 tháng 4 năm 2010)[47]
- Mexico : Collar of the Order of the Aztec Eagle (20 tháng 1 năm 2016)[48]
- Tây Ban Nha : Collar of the Order of Civil Merit (23 tháng 5 năm 2008)[49]
- Thổ Nhĩ Kỳ : Collar of the Order of the State of Republic of Turkey (ngày 21 tháng 3 năm 2017)[50]
- Vương quốc Anh : Honorary Knight Grand Cross of the Order of the Bath (ngày 27 tháng 11 năm 2012)[51]
- Hoa Kỳ : Legion of Merit, Chief Commander Degree (ngày 17 tháng 9 năm 2020).[52]
- Liên Hợp Quốc : United Nations Humanitarian Leadership (ngày 9 tháng 9 năm 2014)[53]
- Tổ chức Di trú Quốc tế: IOM Humanitarian Medal (24 tháng 11 năm 2014)[54]